# 재와 환상의 그림갈
《재와 환상의 그림갈》(灰と幻想のグリムガル)은 쥬몬지 아오가 작성한 일본의 라이트 노벨이다. 오버랩 문고에서 2013년부터 간행되고 있다. 일러스트는 하쿠이 에리가 담당했다. 오쿠하시 무츠미가 그린 만화 판이 〈월간 간간 JOKER〉(스퀘어 에닉스)에서 2015년 5월호부터 2016년 7월호까지 연재되었다. 2016년 1월부터 3월까지 TV 애니메이션이 방송되었다.

## 줄거리
하루히로는 정신이 들어보니 어둠 속에 있었다. 어째서 이런 곳에 있는 건지, 여기가 어디인지 모르는 채로. 주위에는 마찬가지로 이름 정도밖에 기억하지 못하는 남녀. 그리고 지하에서 나오자 기다리고 있던 ‘마치 게임 같은’ 세계. 살아가기 위해서 하루히로는 같은 처지에 놓인 동료들과 팀을 짜고 스킬을 익혀, 의용병 수습생으로서 이쪽 세계 ‘그림갈’을 향해 한 걸음 내딛는다. 그 앞에 무엇이 기다리고 있는지도 모르는 채…. 이것은 재 속에서 생겨난 모험담.

## 등장 인물
하루히로
목소리 - 호소야 요시마사
class: 도적 (盗賊)
유메
목소리 - 코마츠 미카코
class: 수인 (狩人) * 사냥꾼
시호루
목소리 - 테루이 하루카
class: 마법사 (魔法)
란타
목소리 - 요시노 히로유키
class: 암흑기사 (暗黒騎士)
모구조
목소리 - 오치아이 후쿠시
class: 전사 (戦士)
메리이
class: 신관 (神官)
마나토
목소리 - 시마자키 노부나가
class: 신관 (神官)
신지
목소리 - 세키 토모카즈
class: 전사 (戦士)
바루바라
목소리 - 노토 마미코

## TV 애니메이션
2016년 1월부터 3월까지 TOKYO MX・ABC TV・BS11・AT-X에서 방송되었다.

### 스태프
- 원작 - 쥬몬지 아오 (오버랩 문고)
- 원작 일러스트 - 하쿠이 에리
- 감독・각본 - 나카무라 료스케
- 캐릭터 디자인 - 호소이 미에코
- 제작 - A-1 Pictures

### 각화 리스트
| 화수       | 일본어 부제                                                 | 번역 부제                                                    | 그림 콘티                                                                                         | 연출                                                          | 작화감독 | 총작화감독                                           |
| ---------- | ----------------------------------------------------------- | ------------------------------------------------------------ | ------------------------------------------------------------------------------------------------- | ------------------------------------------------------------- | --- | ---------------------------------------------------- |
| épisode.1  | ささやき、詠唱、 祈り、目覚めよ                             | 속삭임, 영창, 기도, 깨어나라                                 | 나카무라 료스케(中村亮介)                                                                         | 나카무라 료스케(中村亮介)                                     | 호소이 미에코 (細居美恵子) | -                                                    |
| épisode.2  | 見習い義勇兵の 長い一日                                     | 견습 의용병의 긴 하루                                        | 시미즈 켄이치 (清水健一)                                                                          | 시바야마 토모타카 (柴山智隆) 나카무라 료스케                  | 스도 토모코 (須藤智子) | 호소이 미에코                                        |
| épisode.3  | ゴブリン袋には 俺たちの夢が つまっているか                  | 고블린 자루에는 우리들의 꿈이 담겨 있는가                    | 시미즈 켄이치 (清水健一)                                                                          | 토비타 츠요시 (飛田剛)                                        | 타카다 아키라 (高田晃) | 호소이 미에코                                        |
| épisode.4  | 灰の舞う空へ                                                | 재가 흩날리는 하늘로                                         | 나카무라 료스케                                                                                   | 나카무라 료스케 시바야마 토모타카 야마토 나오미치             | 사쿠라이 쿠니히코(桜井邦彦) 마츠바라 에이스케(松原栄介) 타치바나 유미코(橘由美子) 세키 미나미(関みなみ) 타나카 유우스케(田中裕介) | 호소이 미에코                                        |
| épisode.5  | 泣くのは 弱いからじゃない。 耐えられるのは 強いからじゃない | 우는 것은 약해서가 아니야. 버틸 수 있는 것은 강해서가 아니야 | 오자키 타카하루(尾崎隆晴)                                                                         | 오자키 타카하루(尾崎隆晴)                                     | 시미즈 카츠스케(清水勝祐) 마츠바라 에이스케 | 호소이 미에코 쿠리하라 유우 (栗原優)                 |
| épisode.6  | 彼女の場合                                                  | 그녀의 사정                                                  | 카와무라 켄이치(川村賢一)                                                                         | 야마우치 토키오(山内東生雄)                                   | 오카 타츠야(岡辰也) 키노시타 유우키(木下ゆうき) 우스 요시오(臼田美夫) 토리 히로아키(鳥宏明) 마나베 슈이치로(眞鍋周一郎) 시미즈 카츠스케 마츠바라 에이스케 소부 유우코(蘇武裕子) | 호소이 미에코 사쿠라이 쿠니히코 타카다 아키라        |
| épisode.7  | ゴブリンスレイヤー と呼ばれて                               | 고블린 슬레이어 라 불리며                                    | 시바야마 토모타카                                                                                 | 니시무라 히로아키(西村博昭)                                   | 콘도 케이이치(近藤圭一) 세키 미나미(関みなみ) | 타카다 아키라                                        |
| épisode.8  | 君との思い出に                                              | 그대와의 추억으로                                            | 쿠도 스스무(工藤進)                                                                               | 쿠도 스스무(工藤進)                                           | 소부 유우코(蘇武裕子) 콘도 케이이치 미즈타니 유이치로(水谷雄一郎) 나카타니 아사미(中谷亜沙美) 타치바나 유미코(橘由美子) 시미즈 카츠스케 타케모토 미키(竹本未希) 마츠바라 에이스케(松原栄介) 쿠리하라 유우(栗原優) 핫토리 켄지(服部憲次) 카토 마유코(加藤万由子) 하세가와 미치오(長谷川亨雄) | 호소이 미에코 사쿠라이 쿠니히코                      |
| épisode.9  | 休暇の過ごし方                                              | 휴가를 보내는 방법                                           | 에자키 신페이(江崎慎平)                                                                           | 카와쿠보 케이시(川久保圭史)                                   | 우에노 타카시(上野卓志) 마츠바라 에이스케 미즈타니 유이치로 스기소노 아키코(杉薗朗子) 타치바나 유미코 세키 미나미 하세가와 미치오 핫토리 켄지 소부 유우코 | 호소이 미에코 사쿠라이 쿠니히코 타카다 아키라        |
| épisode.10 | リーダーの 器じゃないけれど                                 | 리더의 그릇은 아니지만                                       | 오마토 나오미치 쿠도 스스무 니카 로쿠로(仁賀緑朗)                                                 | 이와츠키 진(岩月甚) 미카미 요시코(三上喜子)                   | 콘도 케이이치 시미즈 카츠스케 마츠바라 에이스케 스기소노 아키코 하세가와 미치오 소부 유우코 시미즈 히로유키(清水博幸) 타케모토 미키 | 호소이 미에코 사쿠라이 쿠니히코 타카다 아키라        |
| épisode.11 | 生と死の間で                                                | 생과 사의 사이에서                                           | 쿠도 히로키(工堂紘軌) 겐바 노부히코(玄馬宣彦) 시바야마 토모타카(柴山智隆) 에자키 신페이(江崎慎平) | 시바야마 토모타카 토비타 츠요시 코사야(こさや)                | 사쿠라이 쿠니히코 타케모토 미키 마츠바라 에이스케 시미즈 카츠스케 미츠이 아사미(三井麻未) 후루하시 사토시(古橋聡) 이케다 히로아키(池田広明) 핫토리 노리카즈(服部憲知) 니시타니 하야오(西谷駿) 콘도 케이이치 야타네코(ヤタネコ) 오오츠카 타니바나(大塚渓花) 요시다 유우코(吉田優子) 하세가와 미치오(長谷川亨雄) 오오츠카 마사시(大塚真史) 테즈카 에미(手塚江美) 세키 미나미 무라카미 류노스케(村上竜之介) 치바 미츠루(千葉充) 야스도메 마사야(安留雅弥) | 호소이 미에코 오오츠카 야에 (大塚八愛) 타카다 아키라 |
| épisode.12 | また、明日――                                                | 내일, 다시――                                                 | 나카무라 료스케                                                                                   | 하라 히데카즈(原英和) 게시 야스히로(下司泰弘) 나카무라 료스케 | 세키모토 미호(関本美穂) 사쿠라이 쿠니히코 소부 유우코 시미즈 요우이치(清水陽一) 시미즈 카츠스케 타치바나 유미코 콘도 케이이치 오자와 엔(小澤円) 마츠바라 에이스케 마츠시타 쥰코(松下純子) 시미즈 히로유키 세키 미나미 마에다 요시히로(前田義宏) 미우라 류우(三浦龍) 하세가와 미치오 | 호소이 미에코 타카다 아키라                          |

### BD / DVD
| 권 | 발매일          | 수록화                    | 규격품번   | 규격품번   |
| 권 | 발매일          | 수록화                    | BD         | DVD        |
| -- | --------------- | ------------------------- | ---------- | ---------- |
| 1  | 2016년 3월 16일 | 제1화 - 제2화 OVA 제2.5화 | TBR-26071D | TDV-26077D |
| 2  | 2016년 4월 20일 | 제3화 - 제4화             | TBR-26072D | TDV-26078D |
| 3  | 2016년 5월 18일 | 제5화 - 제6화             | TBR-26073D | TDV-26079D |
| 4  | 2016년 6월 15일 | 제7화 - 제8화             | TBR-26074D | TDV-26080D |
| 5  | 2016년 7월 13일 | 제9화 - 제10화            | TBR-26075D | TDV-26081D |
| 6  | 2016년 8월 17일 | 제11화 - 제12화           | TBR-26076D | TDV-26082D |

### 참조주
1. ↑  “ラノベ『灰と幻想のグリムガル』16年1月TVアニメ化 制作はA-1”. 《ORICON STYLE》. oricon ME. 2015년 10월 16일. 2015년 10월 26일에 확인함.